# 地中海阿索斯號
地中海阿索斯號（英語：MSC Athos）為城東造船為Costamare船東建造，由地中海航運公司承租的貨櫃船，全長299.95米（984英尺1英寸），寬48.34米（158英尺7英寸），吃水14.5米（47英尺7英寸），其容量為8827 TEU，註冊於馬爾他，於2012年5月29日動工，2012年12月17日完工，2013年4月8日交付並投入服務。

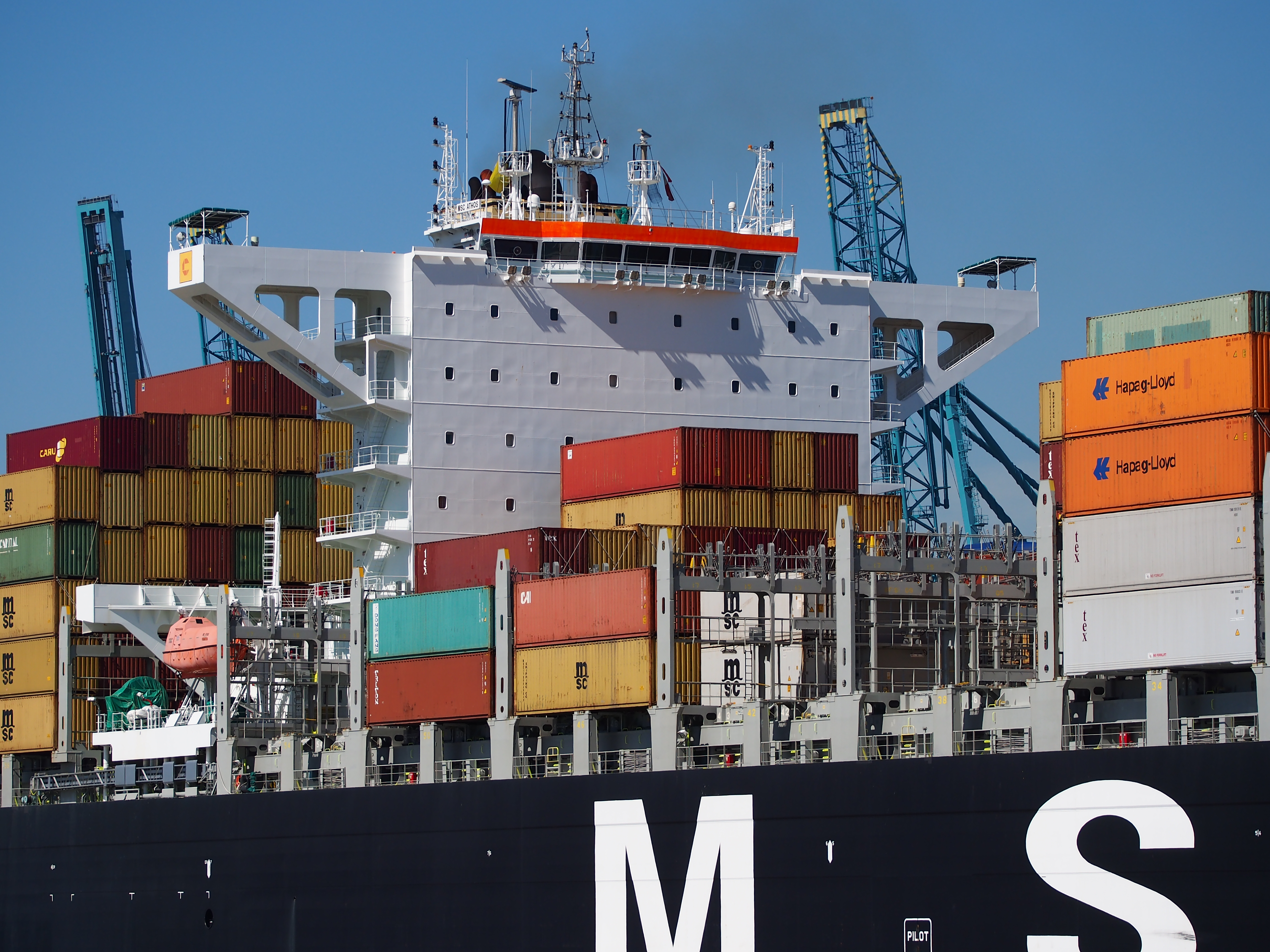
地中海阿索斯號的船橋